# La Puebla de Arganzón
La Puebla de Arganzón (baskiska: Argantzun) är en ort i Spanien.   Den ligger i provinsen Provincia de Burgos och regionen Kastilien och Leon, i den norra delen av landet, 270 km norr om huvudstaden Madrid. La Puebla de Arganzón ligger 480 meter över havet och antalet invånare är 491.
Terrängen runt La Puebla de Arganzón är kuperad åt nordost, men åt sydväst är den platt. La Puebla de Arganzón ligger nere i en dal. Runt La Puebla de Arganzón är det mycket glesbefolkat, med 4 invånare per kvadratkilometer. Närmaste större samhälle är Vitoria, 15,9 km nordost om La Puebla de Arganzón. Trakten runt La Puebla de Arganzón består till största delen av jordbruksmark.